# Fehér madársisak
A fehér madársisak (Cephalanthera damasonium) a kosborfélék családjába tartozó, Magyarországon védett növényfaj. Nemzetségének típusfaja.

## Megjelenése

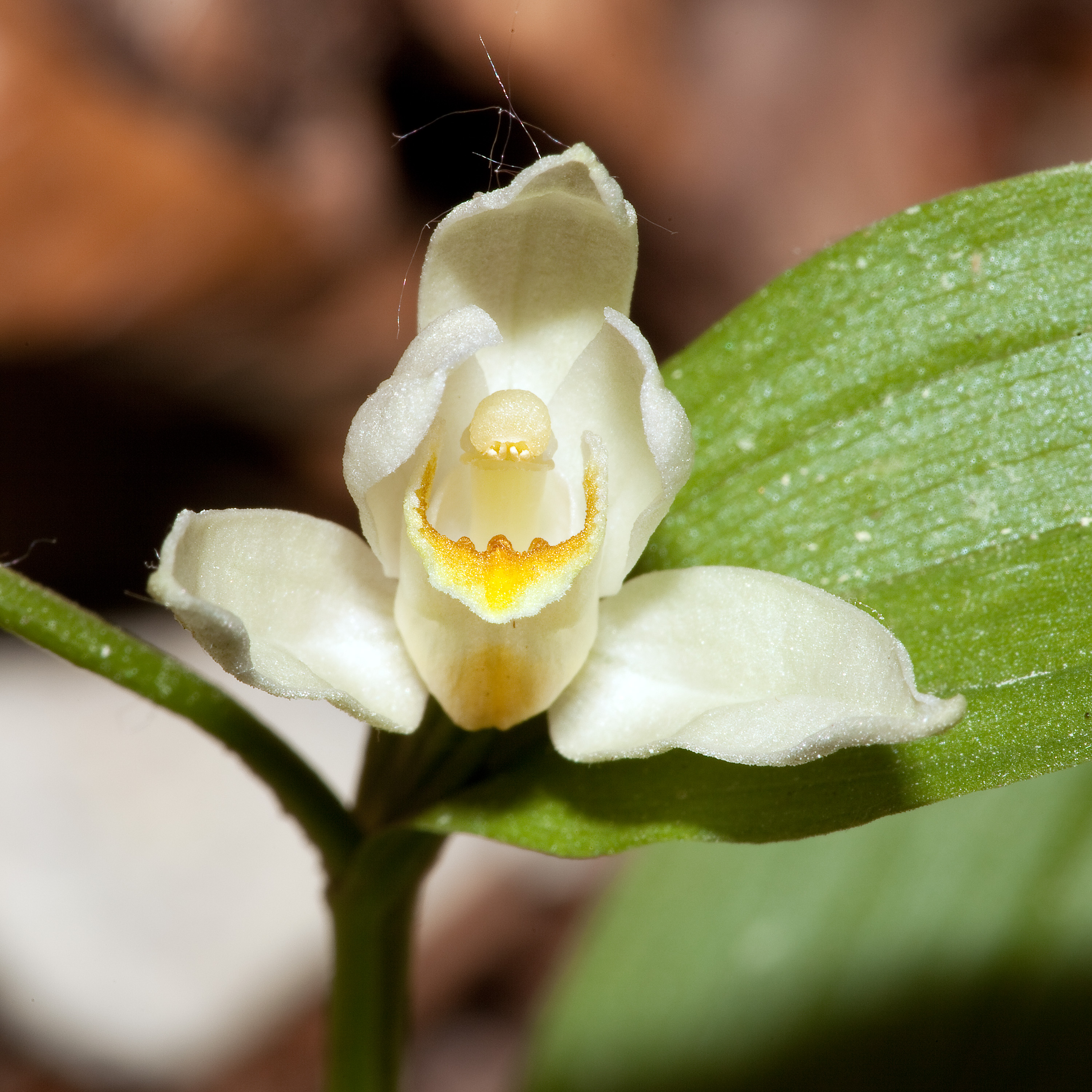
Virága

A fehér madársisak 15–50 cm magas, lágyszárú, évelő növény. A talajban rejtőző gyöktörzse (rizómája) vízszintes helyzetű, gyakran elágazó. 3-6, a szárhoz hüvellyel kapcsolódó lomblevele tojásdad vagy tojásdad-lándzsás alakú, az alsók jellemzően szélesebbek. A levelek 4,5-7,5 cm hosszúak és 2-3,5 cm szélesek, szélük ép, erezetük párhuzamos.
Április végétől június végéig nyílik. Murvalevelek hónaljából kinövő 3-10 virága laza fürtöt alkot. Legalább a 3-4 alsó murvalevél hosszabb mint a magház, de a felsők is kb. akkorák; a legalsó szárlevélszerű, 3,5-6,5 cm hosszú. A teljesen szét nem nyíló virágok fehérek, de ismert krémszínű (lus. ochroleuca) változata is. A külső lepellevelek (szirmok) tojásdad-lándzsás alakúak, hosszuk 17–23 mm, szélességük 6–8 mm. A belsők tojásdadok, csúcsuk tompa, hosszuk 15–19 mm, szélességük 6–8 mm. A szintén fehér mézajak két tagból áll, a külsőn (epichil) sötétsárga folt és 3-5 hosszanti barázda látható.
Termése 20–28 mm hosszú, 5–8 mm vastag toktermés, benne igen sok (1900-8600) apró, lisztfinomságú maggal.
Hasonlít hozzá a kardos madársisak, amelynek legfeljebb alsó két murvalevele hosszabb a magháznál, a felsők rövidebbek; levelei hosszabbak és keskenyebbek. A két faj néha hibridizálódhat is (C. × schultzei).

## Elterjedése
Európában és Nyugat-Ázsiában honos. Elterjedésének déli határa Spanyolország-Kisázsia-Kaukázus-Irán vonalon húzódik, míg északon Dániáig, Gotland szigetéig és a Baltikumig hatol. Magyarországon főleg hegy- és dombvidékek lakója, kisebb mértékben (állományainak kb. 9%-a) síkvidéki. Gyakori az Északi-középhegységben, a Dunántúli-középhegységben és a Mecsekben; előfordul a Szigetközben, a Kőszegi-hegységben, ritkábban a Tiszántúlon is. A Duna-Tisza-közén csak néhány állománya ismert.

## Életmódja
Bükkösök, nyirkos-sziklás ligeterdők, mészkerülő erdők, karsztbokorerdők, cserjések, fenyvesek, száraz és gyertyános-tölgyesek, az Alföldön telepített nyárasok növénye. A talaj kémhatására nem túl érzékeny, de inkább mészkedvelő, előfordulási helyein a talaj pH-ja átlagosan 7,22. Leginkább a félárnyékot kedveli, de tűri a teljes árnyékot vagy a napfényt is.
Csírázás után kb. 8 évvel hoz felszíni hajtást és további 2-7 év múlva kerül sor virágzásra. Kezdeti fejlődésében gyökérkapcsolt (mikorrhizás) gombák (Cortinarius, Hymenogaster, Inocybe, Thelephora, Tomentella stb. fajok) segítségét veszi igénybe. Felnőtt korában egyes kutatások szerint gombamentes is lehet, mások szerint egész élettartama alatt jelentősen támaszkodik a gombák nyújtotta víz- és tápanyagforrásokra. Egyes esetekben szénforgalmának harmada, nitrogénforgalmának 77%-a is származhat a gombáktól. Ismertek klorofillszegény példányai, amelyek szinte teljes egészében a gombaszimbiontától szerzik be tápanyagszükségletüket.
A fehér madársisak áprilisban hajt ki. Április végétől június végéig virágzik, átlagos középnapja május 30-ra esik. Magvai július végére-augusztusra érnek be. Rovarbeporzású (az Andrena florea méhfaj nőstényei ismertek), de szükség esetén önbeporzásra is képes. Előfordulhat kleisztogámia (automatikus önmegporzás) is. A megtermékenyülési arány jó, a virágok 75-92%-ból fejlődik termés. Árnyékos élőhelyen nem ritka a vegetatív szaporodás a rizóma járulékos hajtásával.

## Természetvédelmi helyzete
A faj nem szerepel a Természetvédelmi Világszövetség Vörös listáján. Magyarországon viszonylag gyakori, eddig összesen 595 állományát azonosították, amelyből 544 1990 után is megmaradt; visszaszorulása 9%-os. Teljes egyedszáma százezres nagyságrendű, fennmaradása nem veszélyeztetett. 1988 óta védett, természetvédelmi értéke 10 000 Ft.

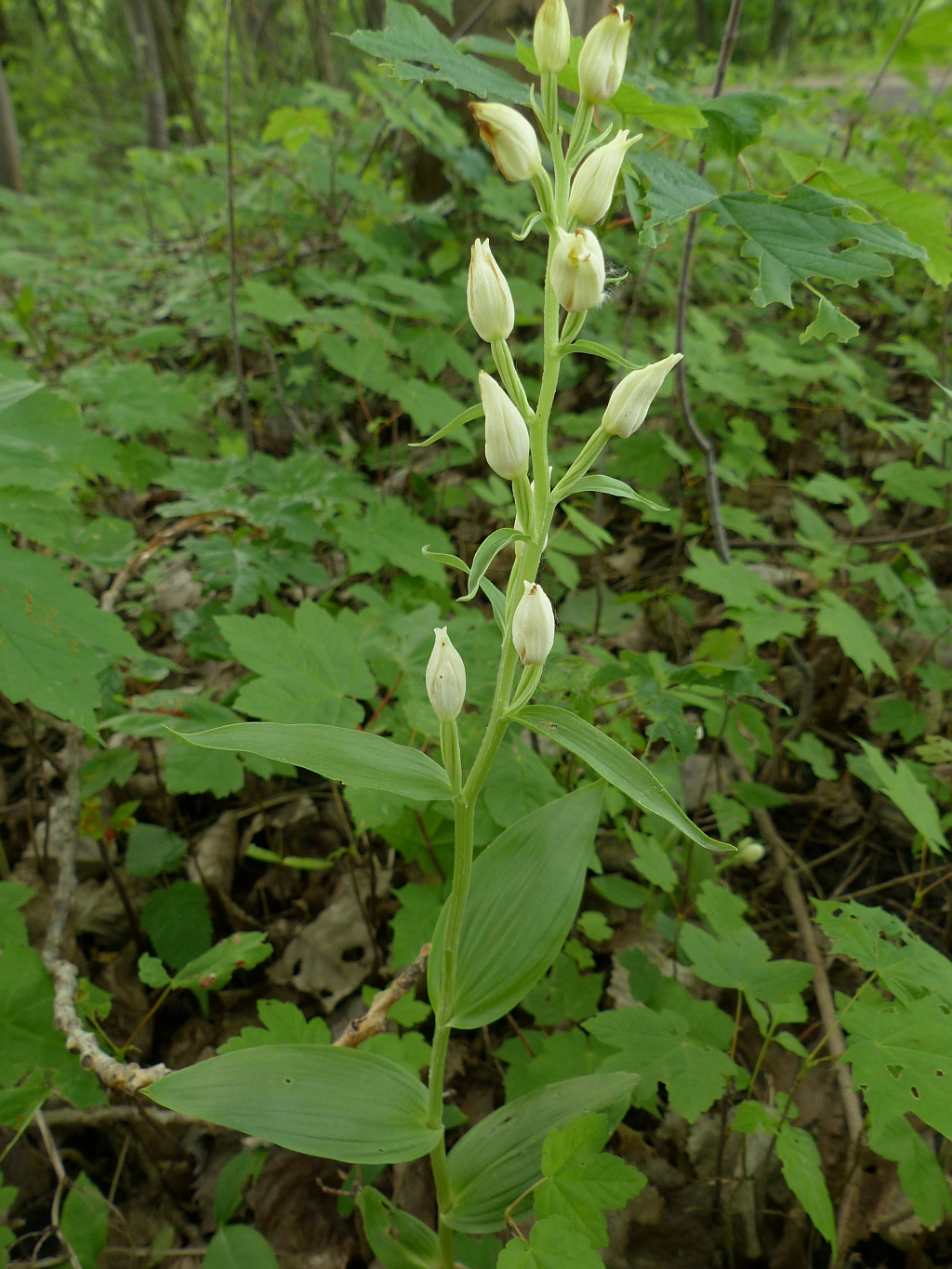
Fehér madársisak
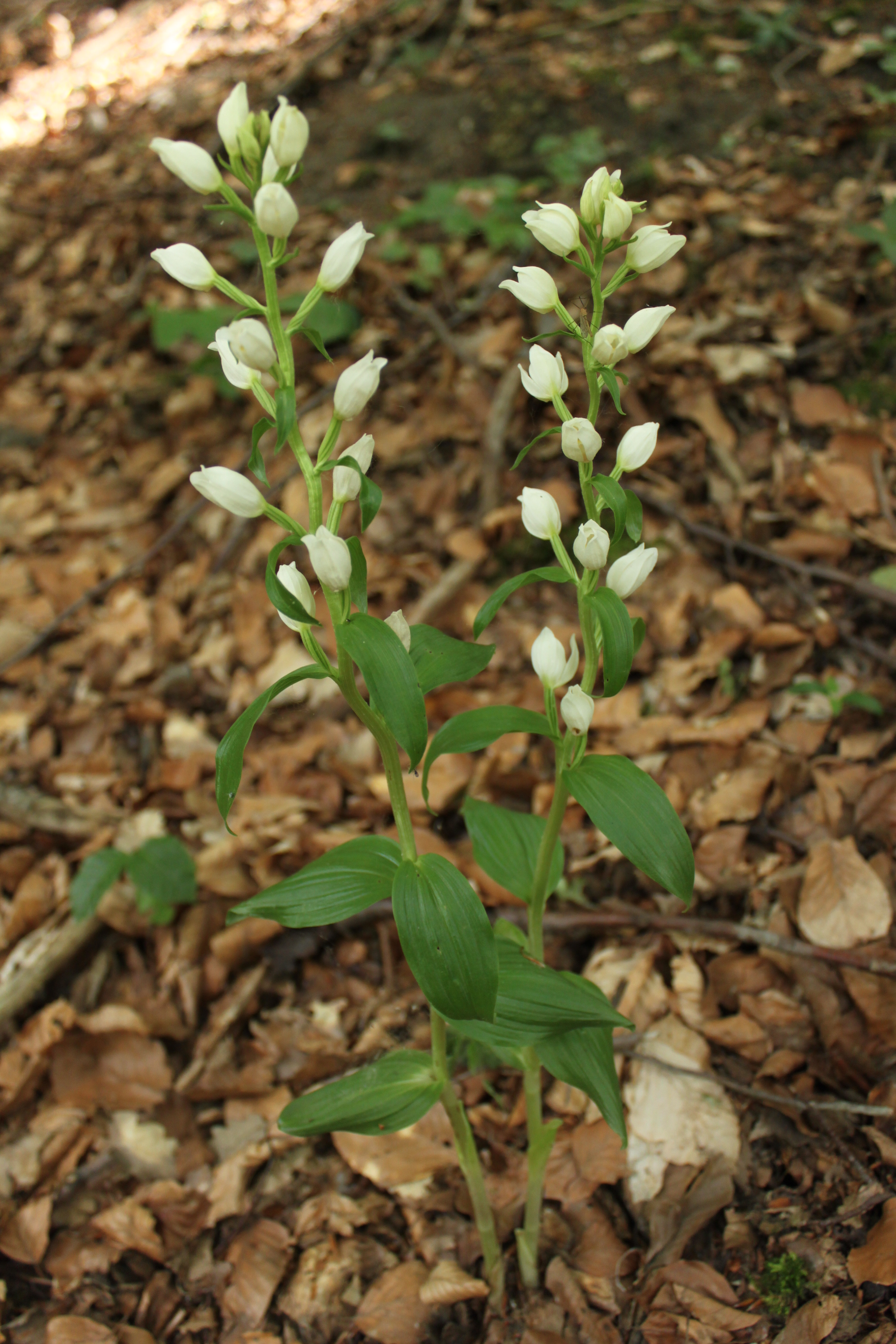
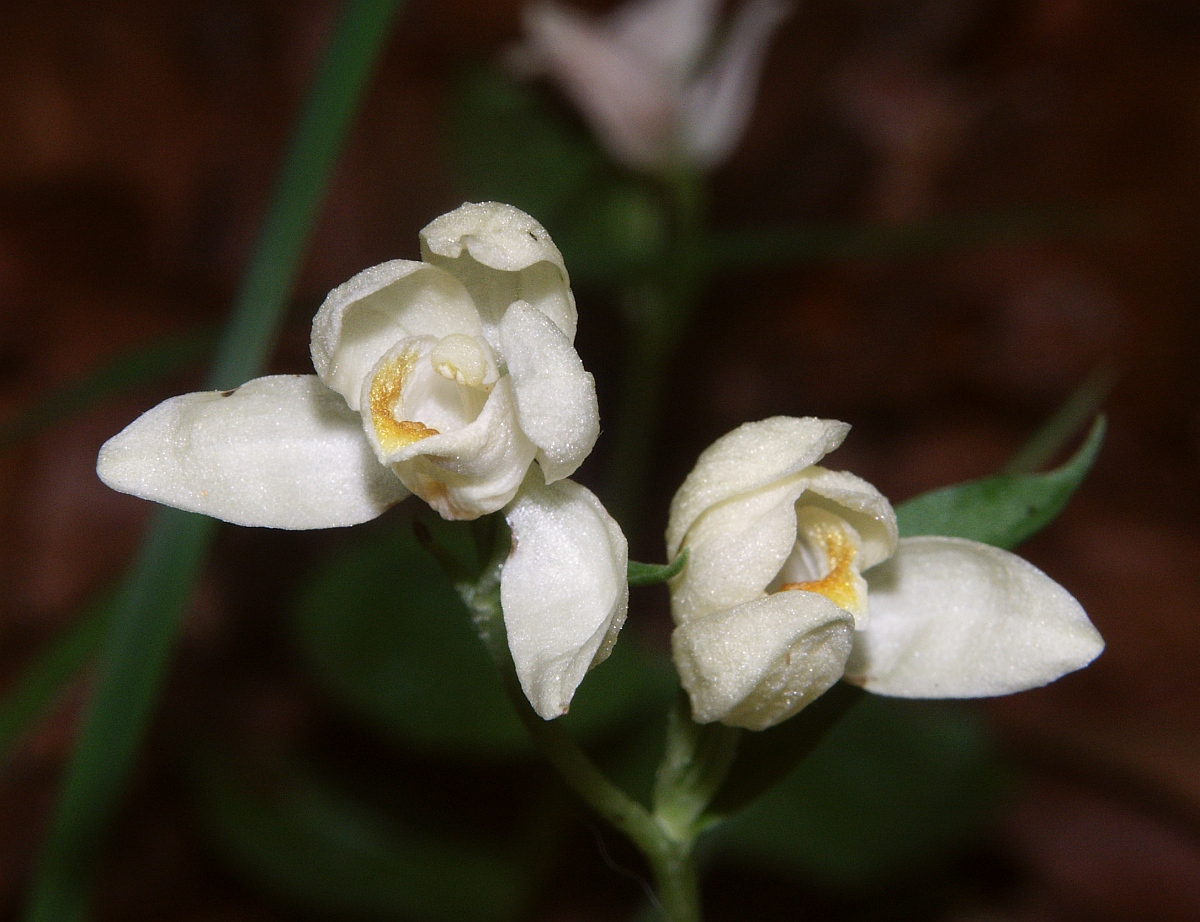
Virágai
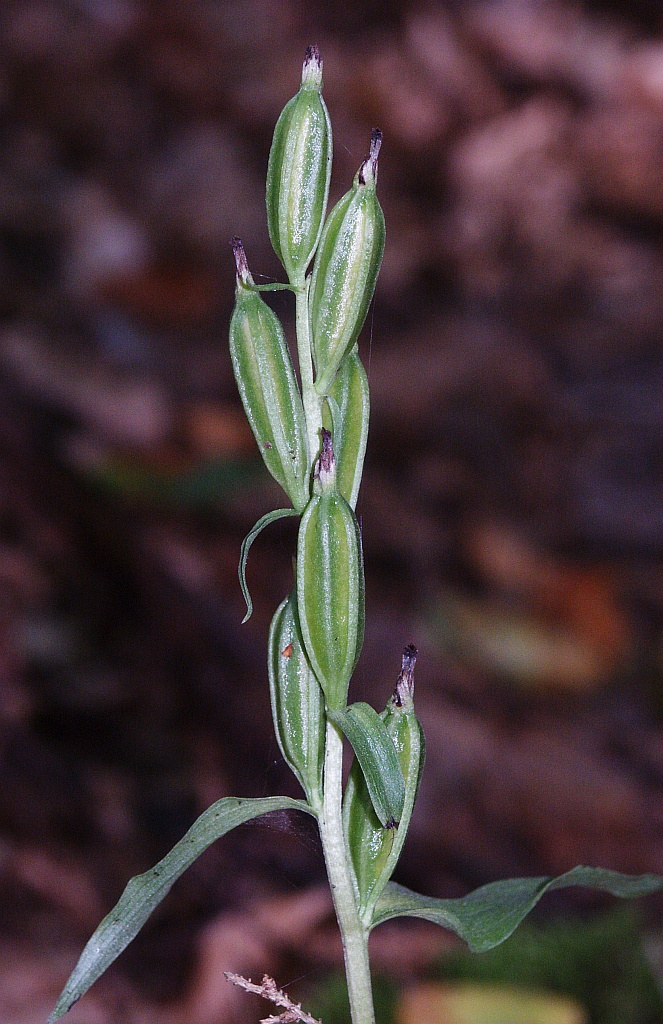
Termései
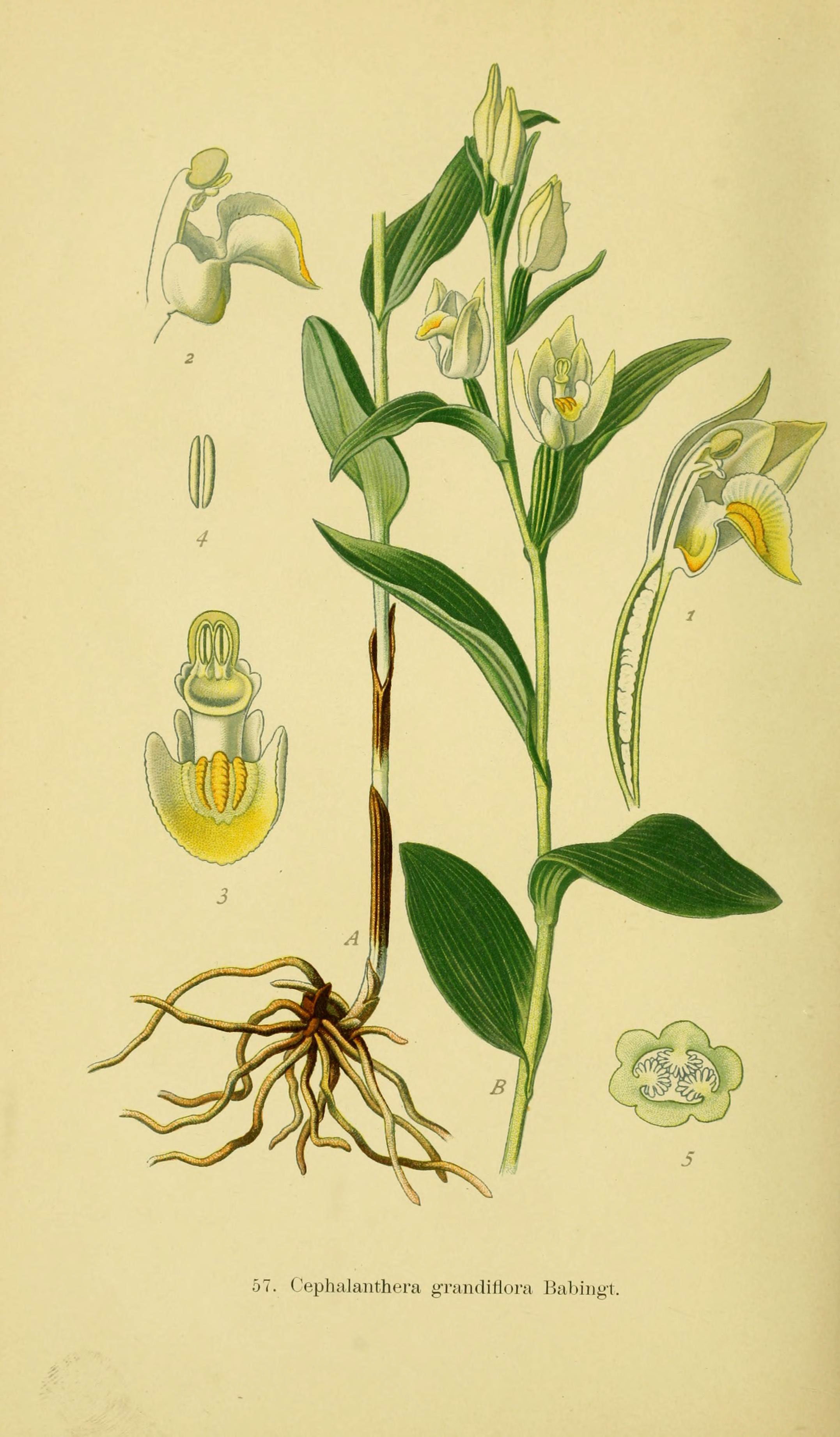
Ábrázolása egy német botanikakönyvben (1904)